# Laverne Eve
Pour les articles homonymes, voir Laverne.
Laverne Eve est une athlète bahaméenne, née le 16 juin 1965 à Nassau. Elle a lancé le disque, le poids et le marteau, mais ne lance plus que le javelot depuis 2000. Elle établit son record du disque (52,52 m) le 24 mai 1990 à Houston, du lancer du poids (15,82 m) le 23 avril 1994 à Bâton-Rouge, du marteau (54,90 m) le 1er mai 1999 à Athènes et du javelot (63,73 m) le 22 avril 2000 à Nashville.
Elle obtient ses meilleurs résultats en javelot avec notamment une médaille d'or aux Jeux du Commonwealth de Manchester en 2002 et une médaille d'argent aux Jeux panaméricains de Mar del Plata en 1995, aux Jeux panaméricains de Saint-Domingue en 2003 et aux Jeux du Commonwealth de Melbourne en 2006.